# Joaquim de Almeida
Joaquim de Almeida (portuguès: Joaquim António Portugal Baptista de Almeida)  (Lisboa, 15 de març de 1957) és un actor de teatre, cinema i televisió portuguès naturalitzat estatunidenc el 2005. Va començar la seva carrera actoral al teatre durant la dècada de 1980, i al cinema el 1982, amb la pel·lícula d’acció The Soldier, però no va ser fins que va interpretar el paper d’Andrea Bonanno a la pel·lícula italiana del 1987 Good Morning, Babilònia que va aconseguir la fama. Va aconseguir el reconeixement internacional amb les seves interpretacions de Félix Cortez al thriller de 1994 Clear and Present Danger i Bucho a la pel·lícula d’acció 1995 Desperado. Diversos anys més tard, es va fer popular per interpretar a Ramon Salazar a la sèrie 24, entre 2003 i 2004, i a Hernán Reyes a la pel·lícula Fast Five del 2011.

## Biografia
Almeida va néixer el 15 de març de 1957 a São Sebastião da Pedreira, Lisboa, Portugal, fill de João Baptista de Almeida i Maria Sara Portugal. Als divuit anys, després d’assistir a un curs de teatre al Conservatori de Lisboa (Escola de Teatre i Cinema) durant dos anys, va deixar Portugal per continuar els seus estudis després que el Conservatori fos tancat temporalment després de la Revolució dels Clavells de 1974. Va passar un any a Viena, traslladant-se de nou el 1976 a la ciutat de Nova York, on va estudiar al Lee Strasberg Theatre and Film Institute, una escola per a les arts escèniques.

### Carrera
Als anys vuitanta, després del seu inici al teatre, Almeida va començar la seva carrera cinematogràfica el 1982 apareixent a The Soldier. El seu primer paper significatiu va ser en una pel·lícula del 1983, El cònsol honorari. Va aparèixer en sèries de televisió com Miami Vice, però va ser alguns anys més tard quan va fer el seu gran avanç, apareixent a Good Morning, Babilònia, una pel·lícula dirigida per Paolo i Vittorio Taviani que va obrir el Festival de Canes el 1987 Parlant fluidament sis idiomes, Almeida va continuar la seva carrera interpretativa a diversos països com Portugal, Anglaterra, Espanya, França, Itàlia, Brasil, Argentina i Alemanya, treballant en nombroses pel·lícules.
Anys 90
El 1994, Almeida va interpretar a Félix Cortez, un antic coronel d’intel·ligència militar cubana al thriller de Tom Clancy, Clear and Present Danger, amb la interpretació de Harrison Ford, Willem Dafoe i Anne Archer. La pel·lícula va debutar al número u de la taquilla, guanyant uns 20,5 milions de dòlars als Estats Units.
Clear and Present Danger va ser un gran èxit i va ser nominat a dos premis de l'Acadèmia. Més tard, el 1994, Almeida va protagonitzar la comèdia romàntica Only You, en la qual interpreta a un amable home de negocis italià anomenat Giovanni. Segons el diari The New York Times, el director i productor Norman Jewison va dir: "Vaig entrevistar molts actors pel paper ... Hi havia un actor italià, força destacat, que vaig conèixer a Los Angeles i de nou a Nova York i a Roma. I volia conèixer diversos actors italians a Itàlia". Tanmateix, quan la producció es va traslladar de Pittsburgh a Itàlia la tardor passada, cap dels actors del país semblava adequat al que Jewison anomenava "el tòpic gigoló italià, el noi que sempre troben les dones del mig oest". Després de l'entrevista amb Almeida, Jewison va recordar: "Howard Feuer, el director de càsting, va dir:" Joaquim no és tan alt. No és tan maco. No és cap Rossano Brazzi aquí". Vaig dir: "Però escolteu la seva veu". Hi ha una maçoneria. Sobretot quan la baixa, xiuxiueja, s'inclina sobre la taula i li aboca una altra copa de vi. Pot ser molt íntim amb la seva veu".
El 1995, Almeida va aparèixer amb Antonio Banderas i Salma Hayek al thriller d'acció de Robert Rodriguez Desperado. Aquesta pel·lícula és la seqüela de la pel·lícula independent El Rodriguez de Maria i la segona entrada a la Trilogia de Mèxic. Joaquim de Almeida retrata al principal vilà Bucho, un ric però casualment sanguinari cap de droga, que governa una ciutat fronterera mexicana desgavellada. Almeida va substituir Raúl Juliá com a Bucho, després de la mort de Juliá el 1994. Desperado va ser projectat fora de competició al Festival de Canes de 1995. Va guanyar un Globus d'Or portuguès al millor actor en la seva següent pel·lícula, el drama portuguès de 1995 Adão e Eva (Adam i Eva), on va interpretar al principal rival de la carrera de personatges femenins Francisco.
El 1997 va aparèixer a la minisèrie Nostromo i va protagonitzar el drama Elles (Women) de Luís Galvão Teles. L’any següent va coprotagonista amb Eric Roberts el thriller de Jack Pérez La Cucaracha (1998). La pel·lícula es va estrenar al Festival de Cinema d'Austin, on va guanyar el Premi al llargmetratge.